# Новая волна 2011
Но́вая волна́ 2011 (англ. New Wave 2011; латыш. 2011. gada Jaunais Vilnis) — 10-й юбилейный международный конкурс исполнителей популярной музыки «Новая Волна», который состоялся с 26 по 31 июля 2011 года в Дзинтари, Юрмала.
В качестве специальных гостей на конкурсе выступили звёзды мировой музыки, среди которых — Сил, Бэбифейс, Алла Пугачёва, Горан Брегович, София Ротару, Дан Балан, Томас Н’эвергрин.

## Участники
| Имя, Фамилия                    | Страна     |
| ------------------------------- | ---------- |
| Jayden Felder                   | США        |
| Эрик                            | Армения    |
| Юзари                           | Беларусь   |
| Роджер Рико                     | Бразилия   |
| Дуэт «А-лау»                    | Казахстан  |
| Дуэт «Бишкек»                   | Кыргызстан |
| Андрей Grizz-Lee                | Россия     |
| Группа «N.A.O.M.I.»             | Россия     |
| LieneCandy                      | Латвия     |
| Донни Монтелл                   | Литва      |
| Моника Вишневска и Михаил Бобер | Польша     |
| Koop Arponen & Flute of Shame   | Финляндия  |
| Дженна Хоф                      | Того       |
| Маша Собко                      | Украина    |
| «The Коля Серга»                | Украина    |
| Дуэт «Twins»                    | Узбекистан |

## 1-й день
| №  | Страна     | Исполнитель                     | Песня                                      | Баллы |
| -- | ---------- | ------------------------------- | ------------------------------------------ | ----- |
| 01 | Армения    | Эрик                            | All In Love Is Fair (Стиви Уандер)         | 108   |
| 02 | Финляндия  | Koops Arponens & Flute of Shame | I Saw Her Standing There (The Beatles)     | 103   |
| 03 | Казахстан  | Дуэт «А-лау»                    | Move (Моби)                                | 100   |
| 04 | Польша     | Моника Вишневска и Михаил Бобер | Piu Che Puoi (Эрос Рамаццотти и Шер)       | 102   |
| 05 | Литва      | Донни Монтелл                   | Too Much Love Will Kill You (Брайан Мэй)   | 99    |
| 06 | Украина    | Маша Собко                      | Please, Don’t Make Me Love You (Roachford) | 119   |
| 07 | Россия     | Андрей Grizz-Lee                | Beggin (Madcon)                            | 114   |
| 08 | Беларусь   | Юзари                           | I Wish (Стиви Уандер)                      | 109   |
| 09 | Того       | Дженна Хоф                      | Free Your Mind (En Vogue)                  | 118   |
| 10 | Россия     | Группа «N.A.O.M.I.»             | Deja Vu (Бейонсе)                          | 116   |
| 11 | Кыргызстан | Дуэт «Бишкек»                   | I Swear (All-4-One)                        | 116   |
| 12 | Латвия     | LieneCandy                      | Circle Of Life (Элтон Джон)                | 118   |
| 13 | США        | Jayden Felder                   | Georgia (Рэй Чарльз)                       | 120   |
| 14 | Узбекистан | Дуэт «Twins»                    | Salma Ya Salama (Далида)                   | 99    |
| 15 | Бразилия   | Роджер Рико                     | Right Here Waiting (Ричард Маркс)          | 100   |
| 16 | Украина    | «The Коля Серга»                | Seven Nation Army (The White Stripes)      | 105   |

## 2-й день
| №  | Страна     | Исполнитель                     | Песня                                   | Баллы |
| -- | ---------- | ------------------------------- | --------------------------------------- | ----- |
| 01 | Бразилия   | Роджер Рико                     | Corazon Espinado (Карлос Сантана)       | 101   |
| 02 | США        | Jayden Felder                   | Long Train Runnin (The Doobie Brothers) | 117   |
| 03 | Польша     | Моника Вишневска и Михаил Бобер | Poki Na To Czas (We Made You) (De Mono) | 100   |
| 04 | Латвия     | LieneCandy                      | Путь к свету (Раймонд Паулс)            | 111   |
| 05 | Армения    | Эрик                            | Твои следы (Муслим Магомаев)            | 119   |
| 06 | Казахстан  | Дуэт «А-лау»                    | Ты бережешь свой рай                    | 102   |
| 07 | Того       | Дженна Хоф                      | Respect (Арета Франклин)                | 112   |
| 08 | Беларусь   | Юзари                           | Лапти («Песняры»)                       | 111   |
| 09 | Узбекистан | Дуэт «Twins»                    | Последняя поэма (Ирина Отиева)          | 104   |
| 10 | Украина    | Маша Собко                      | Мамо (Анастасия Приходько)              | 115   |
| 11 | Финляндия  | Koops Arponens & Flute of Shame | Every song i hear (Кооп Арпонен)        | 114   |
| 12 | Россия     | Андрей Grizz-Lee                | Полетели (Филипп Киркоров)              | 114   |
| 13 | Россия     | Группа «N.A.O.M.I.»             | Соломинка (Алла Пугачёва)               | 115   |
| 14 | Кыргызстан | Дуэт «Бишкек»                   | Тут и там (Алексей Чумаков)             | 112   |
| 15 | Литва      | Донни Монтелл                   | Running fast                            | 119   |
| 16 | Украина    | «The Коля Серга»                | Попытка № 5 («ВИА Гра»)                 | 109   |

## 3-й день
| №  | Страна     | Исполнитель                     | Песня                  | Баллы |
| -- | ---------- | ------------------------------- | ---------------------- | ----- |
| 01 | Россия     | Андрей Grizz-Lee                | Эта Музыка             | 107   |
| 02 | Того       | Дженна Хоф                      | Rain Beats Down        | 103   |
| 03 | Литва      | Донни Монтелл                   | Listen 2 Your Heart    | 99    |
| 04 | Польша     | Моника Вишневска и Михаил Бобер | Forever                | 92    |
| 05 | Бразилия   | Роджер Рико                     | Como E Grande Meu Amor | 94    |
| 06 | Латвия     | LieneCandy                      | Can’t Get Enough       | 99    |
| 07 | Армения    | Эрик                            | Линем Ками             | 108   |
| 08 | Беларусь   | Юзари                           | Что Между Нами         | 98    |
| 09 | Россия     | «N.A.O.M.I.»                    | Говорило Лето          | 108   |
| 10 | Украина    | «The Коля Серга»                | Баллада О Новой Волне  | 108   |
| 11 | Украина    | Маша Собко                      | Я Тебя Люблю           | 106   |
| 12 | Финляндия  | Koops Arponens & Flute of Shame | Pictures On My Wall    | 110   |
| 13 | Узбекистан | Дуэт «Twins»                    | Армоним                | 94    |
| 14 | США        | Jayden Felder                   | I Believe              | 104   |
| 15 | Кыргызстан | Дуэт «Бишкек»                   | Чувства Мои            | 109   |
| 16 | Казахстан  | Дуэт «А-лау»                    | Аригато                | 94    |

## Результаты
| Страна     | Исполнитель                     | Всего баллов | Место |
| ---------- | ------------------------------- | ------------ | ----- |
| США        | Jayden Felder                   | 341          | 1     |
| Украина    | Маша Собко                      | 340          | 2     |
| Россия     | Группа «N.A.O.M.I.»             | 339          | 3     |
| Кыргызстан | Дуэт «Бишкек»                   | 337          | 4     |
| Армения    | Эрик                            | 335          | 5-6   |
| Россия     | Андрей Grizz-Lee                | 335          | 5-6   |
| Того       | Дженна Хоф                      | 333          | 7     |
| Латвия     | LieneCandy                      | 328          | 8     |
| Финляндия  | Koops Arponens & Flute of Shame | 327          | 9     |
| Украина    | «The Коля Серга»                | 322          | 10    |
| Беларусь   | Юзари                           | 318          | 11    |
| Литва      | Донни Монтелл                   | 317          | 12    |
| Узбекистан | Дуэт «Twins»                    | 297          | 13    |
| Казахстан  | Дуэт «А-лау»                    | 296          | 14    |
| Бразилия   | Роджер Рико                     | 295          | 15    |
| Польша     | Моника Вишневска и Михаил Бобер | 294          | 16    |

Также в рамках конкурса Кооп Арпонен и группа «Flute of Shame» получили специальный приз от Аллы Пугачёвой.

## Первый день. Открытие фестиваля (26 июля2011 года)

### Ведущие
- Алла Пугачева, Лера Кудрявцева, Ксения Собчак, Юлия Ковальчук, Сергей Лазарев, Тимур Родригез, Иван Дорн.

### На открытии фестиваля выступили
- Сборная Латвии
- Дима Билан — «Я Просто Люблю Тебя»
- Банд’Эрос — «Китано»
- Сборная Республики Беларусь
- Борис Моисеев
- Леонид Агутин
- Сергей Лазарев — «Биение сердца»
- Жасмин
- Сборная Израиля — «Diva»
- Иосиф Кобзон
- Группа Serebro — «Давай Держаться За Руки»
- Нюша — «Выбирать чудо»
- Сборная Армении
- Олег Газманов
- Джамала — «Smile»
- Сборная Казахстана и Батырхан Шукенов
- Григорий Лепс и Вельвеt — «Капитан Арктика»
- Григорий Лепс — «Судьба — зима»
- Валерий Леонтьев
- Сборная мира
- Goran Bregovic и Валерия
- Вера Брежнева и Dan Balan — «Лепестками слёз»
- Сборная Украины
- Seal
- Филипп Киркоров и Камалия — «Playing With Fire»
- Филипп Киркоров — «Снег»
- Дискотека Авария и Кристина Орбакайте
- София Ротару — «Глаза в глаза»
- София Ротару и Игорь Крутой — «Не зови печаль»
- Сборная России — «Хочешь»

## Второй день. День Мирового Хита (27 июля2011 года)

### Ведущие
- Вера Брежнева, Юлия Ковальчук, Владимир Зеленский, Тимур Родригез, Лера Кудрявцева, Сергей Лазарев.

### На открытии фестиваля выступили
- Группа Серебро — «Tik Tok» (Kesha cover)
- Сергей Лазарев — «Take on Me» (A-Ha cover)
- Анжелика Агурбаш — «Sway» (Dean Martin cover)
- Доминик Джокер — «You» (Ten Sharp cover)
- Анастасия Петрик — «Oh! darling» (The Beatles cover)
- Ани Лорак — «Why» (Annie Lennox cover)
- Валерий Меладзе — «Kalimba de luna» (Tony Esposito cover)
- Виктория Крутая — «Addicted to love» (Serge Devant ft. Hadley cover)
- Дима Билан — «Shape of my heart» (Sting cover)
- Алсу — «Hero» (Mariah Carey cover)
- Тимур Родригез — «I belong to you» (Lenny Kravitz cover)
- Лариса Долина — «Private dancer» (Tina Turner cover)
- Валерий Леонтьев — «Tu Vuo Fa L' Americano» (Renato Carosone + Yolanda Be Cool cover)
- BabyFace — «When can I see you again», «How come how long», «Change the world»
- Финальная песня: Участники конкурса — «We Are the World» (USA for Africa cover).

## Третий день. Концерт членов жюри (28 июля2011 года)

### Ведущие
- Геннадий Хазанов, Лера Кудрявцева, Сергей Лазарев.

### На Концерте членов жюри выступили
- Константин Меладзе и Валерий Меладзе — «Счастье моё» (песня Иосифа Кобзона)
- Леонид Агутин и группа Jukebox — «Тайна» (песня Леонида Утёсова)
- Лайма Вайкуле — «Римские каникулы» (песня из к/ф Римские каникулы)
- Григорий Лепс — «Весеннее танго» (песня Вадима Козина)
- Валерия — «Руки» (песня Василия Лебедева-Кумача)
- Игорь Крутой — «Ах, эти черные глаза» (песня Оскара Строка)
- Филипп Киркоров — «Танго» на итальянском языке"
- Юрий Антонов — «Не говорите мне прощай»
- «Сливки» — «Сердце» (песня Исаака Дунаевского)
- Финальная песня: Участники конкурса — «Букет» (песня Александра Барыкина).

## Четвёртый день. Творческий вечер Александра Зацепина (29 июля2011 года)

### Ведущие
- Алла Пугачева, Александр Зацепин.

### На творческом вечереАлександра Зацепинавыступили
- Сосо Павлиашвили — «Остров невезения» (песня из к/ф «Бриллиантовая рука»)
- Наталья Королева — «Где-то на белом свете» (песня из к/ф «Кавказская пленница»)
- А-Студио — «Так же как все» (песня Аллы Пугачевой)
- Доминик Джокер — «Куплеты о пиве»
- Анжелика Варум — «Он пришёл, этот добрый день» (песня из к/ф «31 июня»)
- Лев Лещенко — «Всё было, как было»
- Ирина Дубцова — «Звёздный мост» (песня из к/ф «31 июня»)
- Валерий Леонтьев — «Если б я был султан» (песня из к/ф «Кавказская пленница»)
- Группа Виа Гра — «Звенит январская вьюга» (песня из к/ф «Иван Васильевич меняет профессию»)
- Иосиф Кобзон и Группа Республика — «Вдруг как в сказке» (песня из к/ф «Иван Васильевич меняет профессию»)
- Алсу — «Да» (песня Аллы Пугачевой)
- Александр Ревва — «Купидон» (песня из к/ф «Не может быть»)
- Наталья Подольская и Владимир Пресняков — «Друг друга мы нашли» (песня Аллы Пугачевой)
- Таисия Повалий — «Всё равно ты будешь мой»
- Леонид Агутин — «Куда уходит детство» (песня Аллы Пугачевой)
- Дима Билан — «Даром преподаватели…» (песня Аллы Пугачевой)
- Варвара — «Любовь одна виновата» (песня Аллы Пугачевой)
- Вера Брежнева и Тимур Родригез — «Танго Остапа» (песня из к/ф «Двенадцать стульев»)
- Ани Лорак — «Всегда быть рядом не могут люди» (песня из к/ф «31 июня»)
- Филипп Киркоров — «Мир без любви» (песня из к/ф «31 июня»)
- Дискотека Авария — «Маруся» (песня из к/ф «Иван Васильевич меняет профессию»)
- Кристина Орбакайте — «До свидания, лето» (песня Аллы Пугачевой)
- Григорий Лепс — «Любовь нас выбирает»
- Верка Сердючка — «Помоги мне» (песня из к/ф «Бриллиантовая рука»; remake на украинском языке)
- Игорь Крутой — «Есть только миг» (песня из к/ф «Земля Санникова»)
- Игорь Крутой, Игорь Николаев, Леонид Агутин и Валерий Меладзе — «А нам всё равно» (песня из к/ф «Бриллиантовая рука»)
- Все участники концерта — «Этот мир» (песня Аллы Пугачевой).

## Пятый день. День Премьер. Творческий вечер Раймонда Паулса (30 июля2011 года)
На концерте прозвучали песни на стихи Евгения Евтушенко.

### Ведущие
- Максим Галкин, Эвелина Блёданс, Анна Ардова, Ксения Собчак, Иван Дорн.

### На Дне Премьер выступили
- Ирина Дубцова, Анастасия Кочеткова, Макпал и Тимати — «Маэстро»
- Валерия — «Дай Бог»
- Владимир Пресняков — «Песня о дружбе»
- Лайма Вайкуле — «Где всё болит»
- Валерий Меладзе — «Случайное знакомство»
- Ирина Дубцова — «Я люблю тебя»
- Интарс Бусулис — «Женщина моя»
- Анжелика Варум — «Шепот нежный»
- Юлия Ковальчук и Алексей Чумаков — «Ревность»
- Александр Буйнов — «Не надо, чтоб меня не стало»
- Ирина Аллегрова — «Поможем Богу»
- Евгений Евтушенко — стихотворение «Нет лет»
- Леонид Агутин, Лайма Вайкуле, Валерий Меладзе, Константин Меладзе, Игорь Николаев, Игорь Крутой, Раймонд Паулс и Валерия — «Листья жёлтые» (на русском и латышском языках)
- Максим Галкин — «Пародия на Филиппа Киркорова и Анну Нетребко»
- Финальная песня: Леонид Агутин и участники конкурса — «Всё однажды кончится».

## Шестой день. Закрытие фестиваля (31 июля2011 года)

### Ведущие
- Лера Кудрявцева, Ксения Собчак, Юлия Ковальчук, Сергей Лазарев, Тимур Родригез, Иван Дорн.

### На закрытии фестиваля выступили
- Дискотека Авария — «Нано-техно»
- Потап и Настя Каменских — «Чумачечая весна»
- Владимир Винокур и Наталья Королева — «Чмоки-чмоки»
- Сосо Павлиашвили — «Добрый вечер, Сочи»
- Филипп Киркоров — «Кристина» (при участии Кристины Орбакайте)
- Кристина Орбакайте — «Без тебя»
- Кристина Орбакайте и Tomas N'evergreen — «Почувствуй со мной»

## Жюри конкурса
- Игорь Крутой — сопредседатель
- Раймонд Паулс — сопредседатель
- Леонид Агутин
- Юрий Антонов
- Валерия
- Лайма Вайкуле
- Валерий Меладзе
- Константин Меладзе
- Игорь Николаев
- Филипп Киркоров
- Максим Фадеев